# Grantley Goulding
Grantley Thomas Smart Goulding (23. března 1874 Hartpury – 29. července 1947 Umkomaas, Natal, Jižní Afrika) byl britský atlet, účastník 1. letních olympijských her v Aténách 1896, kde v běhu na 110 m překážek získal stříbrnou medaili.
Narodil se v Hartpury v hrabství Gloucester v rodině farmáře. V Gloucesteru také sbíral v roce 1895 na místních závodech četné úspěchy, z nichž nejvýznamnější bylo vítězství nad jihoafrickým mistrem P. Hunterem, který právě ve městě pobýval. Téhož roku se objevil bez úspěchu na národním amatérském mistrovství Británie v běhu na 120 yardů překážek, když byl ve svém rozběhu poslední.
Goulding nastupoval do soutěže na olympijských hrách 1896 se dvěma handicapy. Tím prvním byl pro něho nezvyklý škvárový povrch dráhy, navíc ale při tréninku upadl a poranil si koleno. Do soutěže nastouilo ve dvou rozbězích osm závodníků, Goulding ten svůj vyhrál před Frantzem Reichelem z Francie, ve finále je měli doplnit Američané Tom Curtis a Bill Hoyt, jenže do finále nastoupili jen Curtis a Goulding. Hoyt se šetřil na skok o tyči, Reichel připravoval jako sekundant Lermusiauxe na maratónský běh. Goulding ve finále ztratil na začátku kolizí s překážkou, Curtise v polovině závodu přesto předběhl, ale závěr patřil Curtisovi, oběma však byl naměřen čas 17.6 s, rozhodčí nakonec sdělili, že Goulding byl zpět o pouhých 5 cm.
Goulding byl velmi arogantní sportovec. O jeho přehnané sebedůvěře a nafoukanosti známe tvrzení jeho přemožitele Curtise o tom, že nepoznal domýšlivého soupeře. Svědčí o tom ale i fakt, že Goulding se v cíli závodu ani nezastavil, nepodal soupeři ani pořadatelům ruku, opustil stadión a odebral se ihned na nádraží, aby nasedl na první vlak.
Během 2. búrské války (1899–1902) v Jižní Africe sloužil Goulding jako kavalerista a později se trvale usadil v Natalu, kde také zemřel.